# 代々木ジョニーの憂鬱な放課後
『代々木ジョニーの憂鬱な放課後』（よよぎジョニーのゆううつなほうかご）は、2025年10月24日公開予定の日本映画。監督は木村聡志、主演は日穏。
ミスマガジン映画企画プロジェクトによる作品であり、今作はミスマガジン2023の受賞者6名に加え、ミスマガジン2022グランプリの瑚々が出演している。
木村聡志監督の各作品の登場人物たちで世界線が繋がるKCU（キムラ・シネマティック・ユニバース）作品のひとつ。
2025年3月21日から4月10日まで約3週間に亘り新宿武蔵野館にて先行上映された。先行上映最終日に出演者らが登壇し、同年10月24日より本上映される予定であることを発表した。
第20回大阪アジアン映画祭のコンペティション部門に選出される。

## あらすじ
ちょっと天然で風変わりな高校生の代々木ジョニーは、なんとなく彼女と付き合ったり、スカッシュ部の部室で好き勝手に過ごしたり、引きこもりの幼なじみと会ったりとマイペースな高校生活を送っている。
しかし、そんな日常に現れたスカッシュ部の熱血新入部員やバイト先で知り合ったワケあり女子の影響で、ジョニーの放課後は充実したものに変化していく。
目標としていたスカッシュ部の試合はもうすぐ。ジョニーの恋愛と友情の行方は？

## キャスト
代々木ジョニー
演 - 日穏
ちょっと天然で風変わりな高校生。
出雲さん
演 - 今森茉耶
田舎から東京に来て近所の喫茶店でバイトしている女の子。
神楽
演 - 一ノ瀬瑠菜
ジョニーの幼なじみ。引きこもり中。
熱子
演 - 松田実桜
ジョニーの彼女。
デコ
演 - 吉井しえる
スカッシュ部の熱血新入部員。
バタコさん
演 - 加藤綾乃
スカッシュ部のクセ強メンバー。
神父さん
演 - 高橋璃央
スカッシュ部のクセ強メンバー。
名波
演 - 西尾希美
謎の少女。
高橋（先輩）
演 - 平井亜門

牛田（モー）
演 - 綱啓永

浅井（ベンジー）
演 - 中島歩

## スタッフ
- 監督・脚本・編集 - 木村聡志
- 主題歌 - カネヨリマサル「君の恋人になれますように」（Getting Better/Victor Entertainment）[7]
- 製作 - 「代々木ジョニーの憂鬱な放課後」製作委員会[8]
- 企画 - 直井卓俊
- プロデューサー - 石田誠、久保和明
- グローバル・プロデューサー - マイケル・キャリア
- 協力プロデューサー - 秋山智則、三上真弘、山口幸彦
- 音楽 - 入江陽
- 撮影・照明 - 中村元彦
- グレーディング - 稲川実希
- 録音・整音・効果 - 堀内萌絵子
- サウンドデザイン - 山本タカアキ
- 美術 - 小泉剛
- スタイリスト監修 - 手塚勇
- スタイリスト - 柴田真菜美
- ヘアメイク - 仙波夏海
- 助監督 - 中村幸貴
- スチール - 澤田もえ子、稲原怜奈
- スカッシュ指導 - 西村佳子、坂田日葵
- 協力 - ミスマガジン事務局、キングレコード
- 宣伝美術 - 寺澤圭太郎
- 宣伝協力 - 平井万里子
- 製作幹事 - クロックワークス
- 制作プロダクション - レオーネ
- 配給・宣伝 - SPOTTED PRODUCTIONS[8]

#### 動画
1. ↑  『代々木ジョニーの憂鬱な放課後』特報!!!!!!＜第20回大阪アジアン映画祭コンペティション部門選出＞ - YouTube（2025年02月21日公開）2025年2月21日閲覧。